# Erhard Bodenschatz
Pour les articles homonymes, voir Bodenschatz.
Erhard Bodenschatz, né en 1576 à Lichtenberg et mort en 1636 à Gross-Osterhausen, près de Querfurt, est un théologien et musicographe allemand.

## Biographie
Erhard Bodenschatz est l'élève de Sethus Calvisius à Pforta, puis il étudie la théologie à Leipzig
À partir de 1600, il est kantor à la Schulpforta, puis il est nommé pasteur en 1603 à Rehausen et à Gross-Osterhausen en 1608.
Il publie plusieurs recueils d'hymnes et de motets, dont son Florilegium Portense en deux parties. La première partie de son Florilegium Portense comprenait, à l'origine, quatre-vingt-neuf motets, et la seconde partie en comprenait cent cinquante, tous de compositeurs contemporain d'Erhard Bodenschatz.
Il publie aussi un Florilegium selectissimorum hymnorum en quatre volumes en 1606.